# Forouongain
Forouongain est un village du Cameroun situé dans le département du Noun et la Région de l'Ouest. Il fait partie de l'arrondissement de Magba.

## Population
En 1967, la localité comptait 197 habitants, principalement Bamoun et Kaka. Lors du recensement de 2005, on y a dénombré 1 531 personnes.

## Infrastructures
Forouongain dispose d'un marché hebdomadaire.